# Нафтові парки

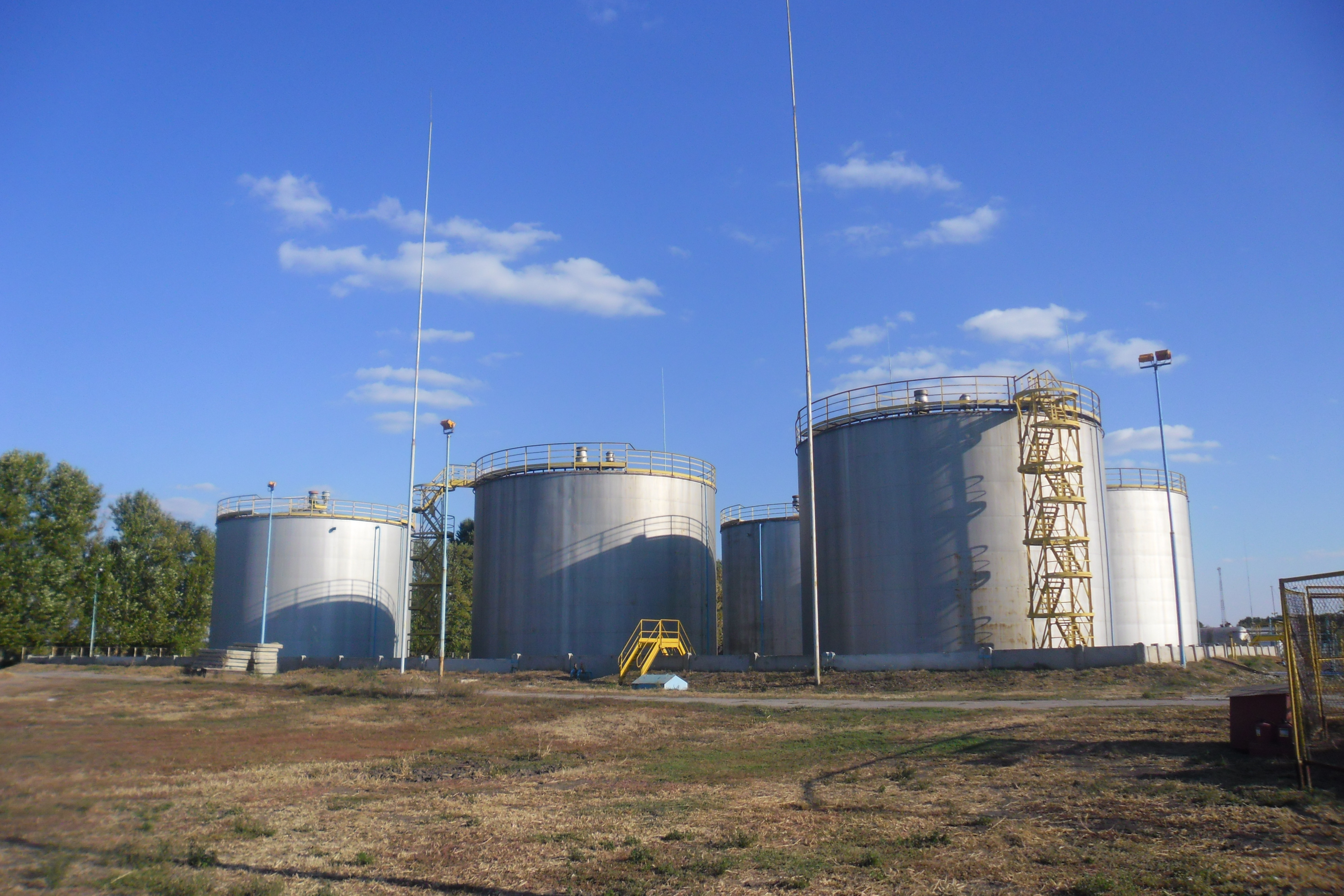
Резервуарний парк з вертикальних резервуарів

Нафтові парки являють собою групу, що складається зі складських резервуарів на нафтопромислових, нафтопереробних заводах, на морських продуктопроводних і розподільних терміналах нафтобаз, на яких складується сира нафта і нафтопродукти. 

## Загальний опис
На території нафтових парків окремі резервуари або група з двох або більше резервуарів зазвичай оточені загородженнями, званими бермами, дамбами або протипожежними стінами. Загородження в нафтових парках відрізняються по конструкції і висоті від 45 см земляних берм навколо труб і насосів всередині дамб до бетонних стін, які вище навколишніх резервуарів. Дамби можуть бути земляними, глиняними або виготовлятися з інших матеріалів; їх покривають гравієм, вапняним каменем або морськими мушлями, для того щоб обмежити ерозію; дамби розрізняють по висоті і по ширині для проїзду транспортних засобів. Основні функції цих огороджень складаються в утримуванні, направленню і відведенню дощових вод, фізично відокремлювати резервуари для запобігання переходу вогню від однієї ділянки на іншу, а також утримувати продукти, які в результаті витоку, переповнення, викиду або пролиття резервуара, насоса або труби потрапили за їх межі.
Дамбові огорожі щодо розмірів та обсягів утримуваних продуктів, повинні відповідати вимогам нормативних документів і політиці компанії. Наприклад, дамбова огорожа має утримувати 110 % місткості найбільшого резервуара на ділянці, що відповідає сумарним обсягам продуктів, забраних з інших резервуарів і обсягом, що залишається в найбільшому резервуарі після досягнення гідростатичної рівноваги. При будівництві дамб обмеження може бути пред'явлене вимогою установки непроникних труб з глини або пластмаси для запобігання забруднення ґрунту або підземних вод розлитими продуктами.

## Складські резервуари
У резервуарних парках може перебувати ряд резервуарів різних типів: вертикальні і горизонтальні наземні резервуари високого або атмосферного тиску, що містять сиру нафту, або продукти її переробки. Розміри, форма, дизайн, конструкція або функціонування резервуарів залежать від обсягу і типу збережених продуктів, а також від вимог, що висуваються нормативними документами та компанією. Наземні резервуари можуть бути обладнані подвійним дном для запобігання витоку в землю, а також катодним захистом для мінімізації корозії. Горизонтальні резервуари можуть виготовлятись з подвійними стінами або розміщуватися в склепіннях для утримання витоку.

### Резервуари атмосферного тиску з конічними дахами
Резервуари з дахами конічної форми являють собою ємності атмосферного тиску, горизонтальні або вертикальні; вони мають покриття і циліндричну форму. Конічні резервуари оснащені вбудованими зовнішніми або переносними драбинами і підмостками, мають слабку покрівлю, оскільки через неї йдуть стики, вентиляційні отвори, водовипускні отвори і вихідні шляхи при переповненні резервуара; вони можуть мати додаткове оснащення, таке як вимірювальні трубки, труби та камери для подачі піни, системи розкодування і сигналізації переповнення резервуара, систему автоматичних датчиків і т. д.
Коли нестійкі сорти сирої нафти або рідкі легкозаймисті нафтопродукти зберігаються в резервуарах з конічним дахом, існує можливість того, що простір, де накопичуються пари, знаходиться в вогненебезпечному діапазоні. Незважаючи на те, що простір між поверхнею продукту і дахом резервуара зазвичай насичено парами, ситуація вогненебезпечного діапазону може виникнути, коли продукт закачується в порожній резервуар або, якщо повітря надходить в резервуар через вентиляційні отвори або клапани тиску / вакууму під час відкачування продукту, а також коли резервуар «дихає» під час зміни температур. До конічних резервуарів можуть бути підключені системи уловлювання випарів.
Накопичувальні резервуари є одним з видів резервуарів з конічними дахами, що мають верхню і нижню секції, розділені гнучкою перегородкою, спроєктованої таким чином, щоб утримувати пари, що випускаються при нагріванні і розширенні продукту, в результаті впливу сонячного світла в денний час і повертати пари в резервуар, коли вони конденсуються при охолодженні резервуара в нічний час. Накопичувальні резервуари зазвичай використовуються для зберігання авіаційного бензину та інших продуктів з подібними характеристиками.

### Резервуари плаваючим дахом
Резервуари з плаваючим дахом є наземні, вертикальні, з відкритим або закритим верхом, ємності атмосферного тиску, обладнані плаваючими дахами. Основною функцією плаваючою даху є мінімізація простору для скупчення пара між поверхнею продукту і дном плаваючою даху, з тим, щоб цей простір був завжди насичений парами, таким чином, виключаючи ймовірність потрапляння суміші повітря та пари продукту в вогненебезпечний діапазон. Всі резервуари з плаваючими дахами мають зовнішні вбудовані або переносні драбини, ємності, а також регульовані сходи для підйому на плаваючий дах з пристроями, такими як шунти, які забезпечують електричний зв'язок даху і корпусу, вимірювальні трубки, труби та камери для піни, системи розпізнавання і сигналізації переповнення резервуара, автоматичну систему вимірювання і т. д. По всьому периметру плаваючою даху укладаються ущільнювачі або оболонка для запобігання витоку продукту або парів і накопичення їх на даху або в просторі між дахом.
Плаваючий дах оснащується стійками, які можна встановлювати в високу або низьку позицію в залежності від типу операції. Зазвичай стійки знаходяться в найнижчому положенні, так щоб найбільш можливу кількість продукту можна було б викачати з резервуара без створення простору насиченого парами між поверхнею продукту і дном плаваючою даху. Коли резервуар виводиться з експлуатації для проведення інспекції, технічного обслуговування, ремонту або очищення, необхідно відрегулювати висоту стійки для заняття високої позиції, щоб забезпечити достатньо місця для роботи під дахом, після того як резервуар звільнений від продукту. Коли резервуар повертають в експлуатацію, стійка знов встановлюється у вихідну позицію, після заповнення резервуара.
Наземні резервуари з плаваючими дахами далі поділяються на зовнішні і внутрішні резервуари з плаваючими дахами, а також на закриті зовнішні резервуари з плаваючими дахами.
Зовнішні (відкритий верх) резервуари з плаваючою дахом є резервуари з плаваючим покриттям, встановленим на відкритому верху резервуара. Зовнішні плаваючі дахи зазвичай виготовляються зі сталі і оснащені опорними понтонами або іншими засобами підтримки на плаву. Вони обладнуються системою дренажу дахів для відводу води, оболонкою або ущільненнями для запобігання виходу парів, а також регульованими сходами для забезпечення виходу на дах з вершини резервуара незалежно від його позиції. Вони можуть мати також другий шар ущільнювачів для мінімізації виходу пари в атмосферу, екрани для захисту від впливу погодних умов ущільнювачів, а також пінні перемички для утримання піни в закритих ділянках на випадок пожежі або витоку через ущільнювач. Вхід на зовнішній плаваючий дах для замірів, технічного обслуговування або інших цілей можна розглядати як вхід в замкнутий простір в залежності від рівня, на якому знаходиться плаваючий дах по відношенню до верхівки резервуара, продукту, що знаходиться в резервуарі, а також положень, відповідно до нормативних документів і політики компанії. Резервуари з внутрішнім плаваючим дахом є резервуари з конічним дахом, які переобладнали, встановивши всередині резервуара плаваючий дах, пліт або внутрішнє плаваюче покриття. Внутрішнє плаваюче покриття, як правило, виготовляється з різних типів листового металу, алюмінію, пластмаси або покритого металом пінопласту; конструкція плаваючих дахів може бути понтонного або коритного типу, з твердих плаваючих матеріалів, або комбінацією обох типів. Внутрішні плаваючі дахи по периметру обладнуються ущільнювачами для запобігання попаданню в частину резервуара між верхом плаваючою даху і зовнішнім дахом. На вершині резервуара зазвичай встановлюють клапани тиску / вакууму або вентиляційні отвори для недопущення скупчення парів вуглеводнів в просторі над плаваючим дахом. Резервуари з внутрішнім плаваючим дахом мають сходи, встановлені для спуску з конічного даху на плаваючий. Вхід на внутрішній плаваючий дах з будь-якою метою повинен розглядатися як вхід в замкнутий простір.
Покриті резервуари з зовнішнім плаваючим дахом в основному являють собою резервуари з зовнішнім плаваючим дахом, які були модернізовані установкою геодезичного купола, снігового ковпака або подібних напівстаціонарних покриттів або дахів, з тим, щоб плаваючий дах не був відкритим атмосфері. Покриті резервуари з зовнішнім плаваючим дахом нових конструкцій можуть оснащуватися типовими плаваючими дахами, спроєктованими для резервуарів з внутрішнім плаваючим дахом. Вхід на покриті зовнішні плаваючі дахи для проведення замірів, технічного обслуговування або інших робіт може бути розглянутий як вхід в замкнутий простір, в залежності від конструкції склепіння або покриття, від рівня положення даху по відношенню до верхівки резервуара від виду продукту в резервуарі, норм і правил, що містяться в нормативних документах і політики компанії.